# Jan von Chotěmice
Jan von Chotěmice (auch Johann von Chotiemitz, genannt von Fürstenberg; tschechisch Jan/Janek/Janko z Chotěmic, auch Jan Svídnický z Chotěmic, auch Jan z Chotěmic na Fürstenštejně; lateinisch Janco de Chotiemicz, auch Jankonis de Swidnicz; † nach 1442) war ein böhmischer Adliger und Gefolgsmann der Könige Wenzel und Sigismund. Von 1407 bis 1412 war er Landeshauptmann des böhmischen Erbfürstentums Schweidnitz-Jauer und von 1408 bis 1413 Landeshauptmann des ebenfalls böhmischen Erbfürstentums Breslau.

## Leben
Jan bzw. Janko entstammte einem Vladikengeschlecht, das seit 1381 in Chotěmice in Südböhmen belegt ist. Obwohl die Familie verarmt war, gelang Jan durch die Gunst des Königs Wenzel ein gesellschaftlicher Aufstieg. 1392 vermählte er sich in Schlesien mit Margarethe/Markéta, einer Tochter des begüterten Hans/Hanuš von Probist[h]ain, die vermutlich einen Sohn Georg/Jiří sowie eine Tochter gebar, die vor 1430 mit Herrmann d. J. von Czettritz (Heřman z Cetryc) auf Schwarzwaldau verheiratet war. Spätestens 1395 wurde Jan von König Wenzel zum Unterhauptmann des Erbfürstentums Schweidnitz-Jauer ernannt. Im Jahre 1400 erwarb er für 4000 Schock Prager Groschen, die sicher aus der Mitgift seiner Frau stammten, die Burg Fürstenstein sowie die Stadt Freiberg, die zum Burgbezirk des Fürstensteins gehörte mit einigen zugehörigen Dörfern. Nachdem er 1407 in der Nachfolge des Benesch von Chusnik (Beneš z Chousníka, † 1410) zum Landeshauptmann des Erbfürstentums Schweidnitz-Jauer und kurze Zeit später zum königlichen Rat ernannt wurde, residierte er auf dem Fürstenstein. 1412 stiftete er der Stadt Freiberg ein Hospital. Da Jan dem König Wenzel mehrmals Geld geliehen hatte, verpfändete ihm dieser 1412 die Stadt Bolkenhain. Als Landeshauptmann von Schweidnitz-Jauer wurde er letztmals 1412 erwähnt. Gegen eine bedeutende Geldsumme verzichtete er 1413 auf das Amt des Landeshauptmanns des Erbfürstentums Breslau.
Nachfolgend wandte er sich dem Erwerb von Besitzungen in seiner böhmischen Heimat zu. Bereits 1413 erwarb er von Konrad von Vechta das bischöfliche Gut Dřevčice bei Brandeis und zwei Jahre später die bischöflichen Herrschaften Pilgrams und Roth Retschitz. Zudem vergrößerte er seinen böhmischen Besitz u. a. mit dem Erwerb von Wlaschim und Načeradec sowie einigen Häusern in Prag. Dadurch war er vor den Hussitenkriegen einer der reichsten Angehörigen des niederen Adels in Böhmen.
Obwohl er 1415 den Protestbrief der böhmischen Adligen gegen die Verbrennung von Jan Hus auf dem Konzil von Konstanz unterschrieben hatte, bekannte er sich weiterhin zum katholischen Glauben. König Wenzel übertrug ihm 1417 zur Darlehenstilgung einen Teil der jährlichen königlichen Schweidnitzer Einnahmen. Im selben Jahr bestätigte ihm König Wenzels Bruder, der vorgesehene Thronfolger Sigismund in seiner Eigenschaft als Römisch-deutscher König in Konstanz die von Wenzel gewährten Privilegien in Böhmen und im Erbfürstentum Schweidnitz-Jauer.
Wie sich aus mehreren Regesten ergibt, war Jan nach König Wenzels Tod 1419 als vielbeschäftigter Rat in diplomatischen Diensten des Nachfolgers Sigismund tätig. Mit einem am 25. November 1420 in Čáslav ausgestellten Dokument, mit dem er die Breslauer und Neumarkter zum Kampf gegen die Hussiten aufrief, ernannte er „Janko v. Chotiemitz gen. v. Fürstenstein“ zu seinem Bevollmächtigten.
Nach der Eroberung der ostböhmischen Stadt Chotěboř Ende 1420 durch die Taboriten beteiligte sich Jan von Chotěmice am 28. August 1421 an der Belagerung von Chrudim, die vom Glogauer Herzog Henrich X. „Rumpold“ angeführt worden sein soll und an der u. a. die Adligen Johann Městecký von Opočno und Puta d. J. von Častolowitz beteiligt waren. Da er sich nicht zum Kriegsdienst berufen fühlte, verließ er Böhmen und hielt sich während der Hussitenkriege überwiegend in Schlesien auf.
1422 schloss Jan als einer der drei königlichen Vertreter einen Vertrag mit dem Deutschen Orden. Ende des Jahres verhandelte er als königlicher Beauftragter mit dem Rat von Breslau, Namslau und weiteren schlesischen Städten um militärische Hilfe und Beistand im Kampf gegen die Hussiten. Aus einem am 10. August 1425 in Ofen ausgestellten Dokument ergibt sich, dass ihm König Sigismund für 1300 ungarische Gulden die Kanzlei des Fürstentums Breslau verpfändete. Eine Woche später erlaubte er ihm, die Kanzlei zu den gleichen Bedingungen weiter zu verpfänden. Schon kurze Zeit später übergab er sie an den Breslauer Bürger Michael Banck. Da Jan offensichtlich an Besitzungen im Fürstentum Schweidnitz interessiert war, wo die erheirateten Güter seiner Frau lagen, übertrug ihm König Sigismund 1429 den Schweidnitzer Wegezoll. Ab 1430 besaß er Burg und Herrschaft Fürstenstein gemeinsam mit seinem Schwiegersohn Hermann von Czettritz. 1434 erwarb er für sich und seine Erben die Schweidnitzer Vogtei, die allerdings ein Jahr später wiederum im Besitz der Stadt Schweidnitz war. Zum Ausgleich erwarb er vermutlich um diese Zeit die einträgliche Fürstentumskanzlei von Schweidnitz-Jauer.
Nach den Hussitenkriegen machte Jan seinen Anspruch auf seine böhmischen Besitzungen geltend, die er an die Taboriten verloren hatte. Bereits 1436 ist er als deren rechtmäßiger Besitzer verzeichnet. Am 9. November 1437 verpfändete ihm König Sigismund für 1600 Schock Prager Groschen die Königliche Münze in Schweidnitz, die vorher im Besitz der Stadt Schweidnitz gewesen war. Zum Ausgleich übertrug er dem König wenig ertragreiche Ländereien im Wert von 1000 Schock Prager Groschen, die restliche Summe bezahlte er in Geld.
Es ist nicht bekannt, wann und wo Jan von Chotěmice verstarb. Letztmals erwähnt wurde er 1442 beim Verkauf eines Teils von Vlašim an Nikolaus I. Trčka von Lípa.